# Loquitzviadukt
Das Loquitzviadukt ist eine Eisenbahnbrücke der Bahnstrecke Ludwigsstadt–Lehesten bei Lauenhain an der Grenze zwischen Bayern und Thüringen.

## Geschichte
An der Landesgrenze zwischen Bayern und Thüringen (ehemals Sachsen-Meiningen) querte die Trasse, die im Jahre 1885 eröffnet wurde, das Flüsschen Loquitz und machte den Bau einer Bahnbrücke notwendig. Das Loquitzviadukt ist wohl weltweit die einzige Bogenbrücke aus Diabas und Schiefer. Das Baumaterial der Brücke stammte aus dem herzoglichen Bruch zu Lehesten (heute Schieferpark Lehesten) und dem nahe gelegenen Krummholzhammer. 1935 bekam die Brücke eine Brüstung aus Beton.
Im Jahre 1952 wurde der auf thüringischer Seite (damals DDR) liegende Bereich der Bahnstrecke zurückgebaut. Ein Teil der ehemaligen Trasse dient heute als Wanderweg „Schieferpfad – Auf den Spuren des blauen Goldes“.